# Roger Ikor
Roger Ikor, né le 28 mai 1912 et mort le 17 novembre 1986 à Paris, est un écrivain français, lauréat du prix Goncourt en 1955.

## Biographie
D'origine juive, il a été élève et professeur de lettres au lycée Condorcet ainsi qu'au lycée Pasteur de Neuilly-sur-Seine. En 1935, il est reçu 15e à l'agrégation de grammaire. En juin 1940, il est fait prisonnier de guerre et est envoyé dans l'Oflag II-D en Poméranie où il fabrique un journal clandestin.
Il a été le condisciple de Georges Pompidou en khâgne et les deux hommes sont toujours restés liés. Après guerre, il a enseigné à Paris au lycée Charlemagne jusqu'en 1949 (?), puis au lycée Carnot.
Marqué par la mort, après huit mois de coma, de son fils cadet âgé de vingt ans qui, le 30 novembre 1979, était revenu à la maison paternelle pour se pendre après avoir adhéré au Zen macrobiotique, il mène jusqu'à sa mort une lutte contre le phénomène sectaire, et fonde à cet effet le Centre contre les manipulations mentales (CCMM).

## Œuvres
À travers un style inspiré et puissant, ses récits, généralement épiques, racontent tantôt L'Insurrection ouvrière de juin 1848 (1936), tantôt, l'histoire de Saint-Just (1937), ou encore, dans les Grands Moyens, science-fiction post-apocalyptique inspirée de la Guerre froide.
Les Eaux mêlées (1955), qui remporte le prix Goncourt, et forme avec La Greffe du printemps un diptyque intitulé Les Fils d'Avrom, raconte l'histoire d'une famille juive installée en France et liée par le sang à une famille française non juive. S'étalant sur trois générations, le récit expose le lien que la famille va forger coûte que coûte avec sa nouvelle patrie.

## Romans et essais
- L'Insurrection ouvrière de juin 1848 ou la Première Commune, 1936
- Saint-Just, 1937
- À travers nos déserts, 1951
- Les Grands Moyens, 1952
- La Greffe de printemps (Les fils d'Avrom - premier volume), Albin Michel, 1955
- Les Eaux mêlées (Les fils d'Avrom - second volume), Albin Michel, 1955 – Prix Goncourt ; ce roman est imprégné des paysages de La Frette-sur-Seine et Herblay que l'écrivain réunit en une commune baptisée Virelay. En 1969, Les Eaux mêlées est adapté à la télévision par Jean Kerchbron avec des scènes tournées à La Frette.
- Mise au net (Pour une révolution de la discrétion), 1957
- Ciel ouvert, 1959
- Le Semeur de vent, 1960
- Les Murmures de la guerre, éditions Albin Michel, 1961
- La Pluie sur la mer, 1962
- La Ceinture de ciel, 1964
- Gloucq ou la toison d'Or, 1965[7]
- Les Poulains, 1966
- Le Tourniquet des innocents, 1972, Éditions Albin Michel. Ce roman a pour cadre le lycée Condorcet, baptisé  « lycée Montesquieu ».
- Pour une fois écoute, mon enfant,  1975, Éditions Albin Michel. Souvenirs de captivité.
- Je porte plainte, 1981, Éditions Albin Michel
- Les Sectes, un mal de civilisation, 1983, Éditions Albin Michel
- Ô soldats de quarante !…,  1986, Éditions Albin Michel ; témoignage personnel de Roger Ikor en tant qu'officier
- Les Fleurs du soir, 1985, Éditions Albin Michel